# Max Bruch

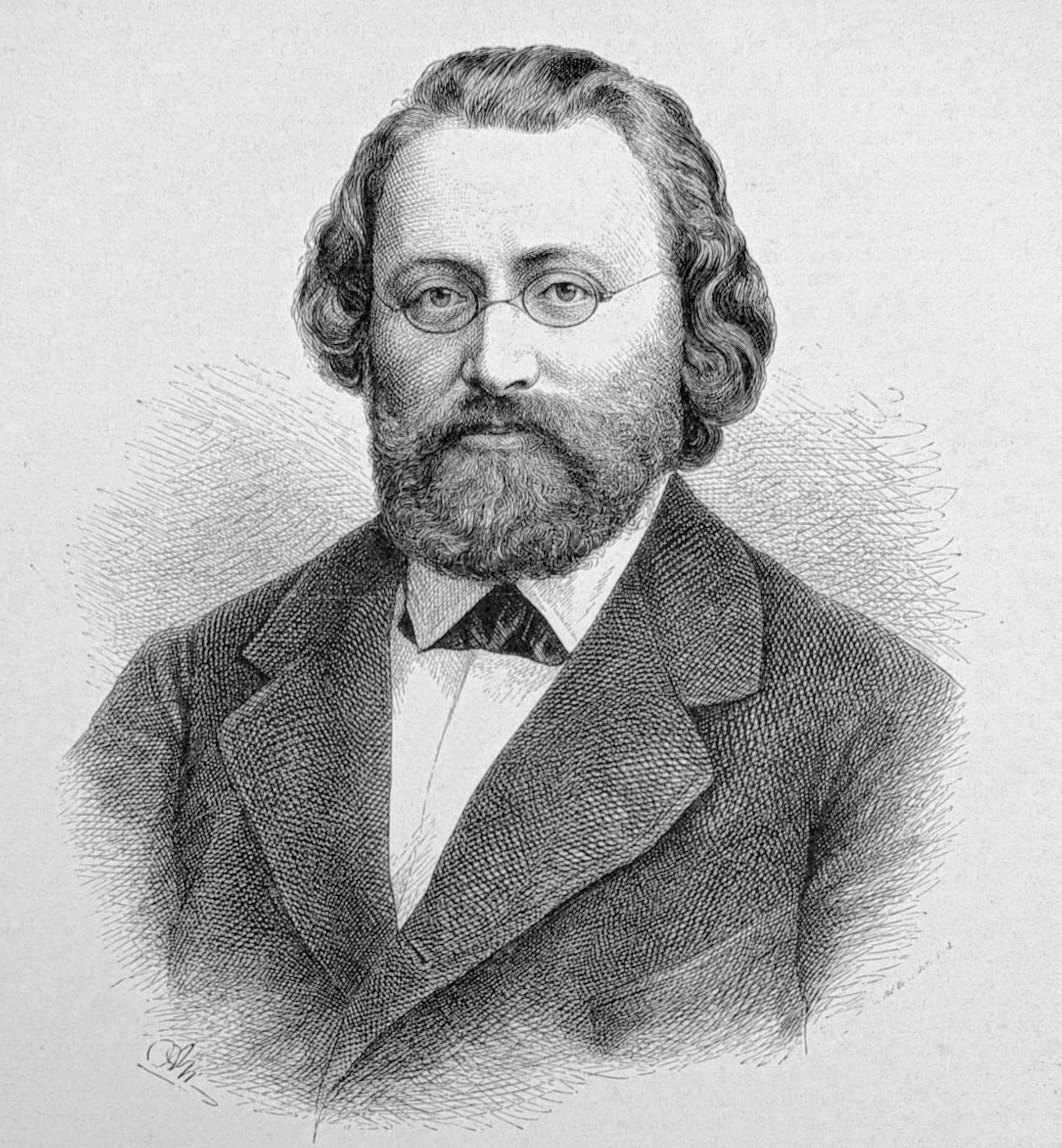
Max Bruch (vor 1882)

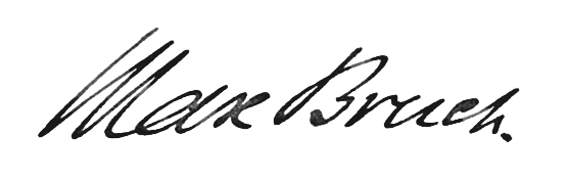
Unterschrift von Max Bruch

Max Bruch (* 6. Januar 1838 in Köln; † 2. Oktober 1920 in Berlin) war ein deutscher Komponist und Dirigent. Zu seinen weiteren Vornamen finden sich zwei verschiedene Angaben: Maximilian Christian Friedrich sowie Max Karl August. Bruch ist vor allem für sein 1. Violinkonzert und die Schottische Fantasie bekannt.

## Leben

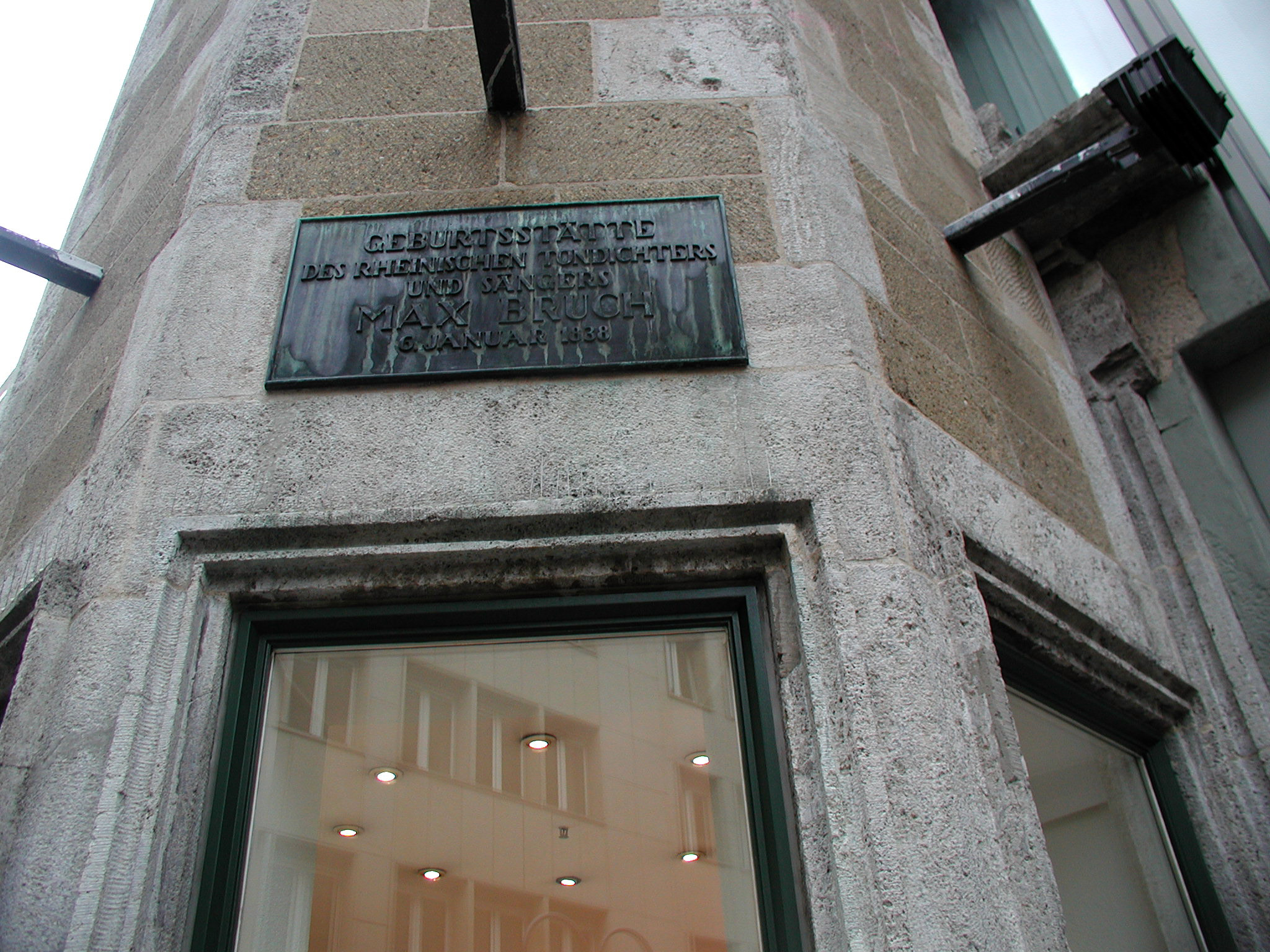
Gedenktafel am Richmodisturm, der Geburtsstätte Bruchs in der Richmodstraße in Köln

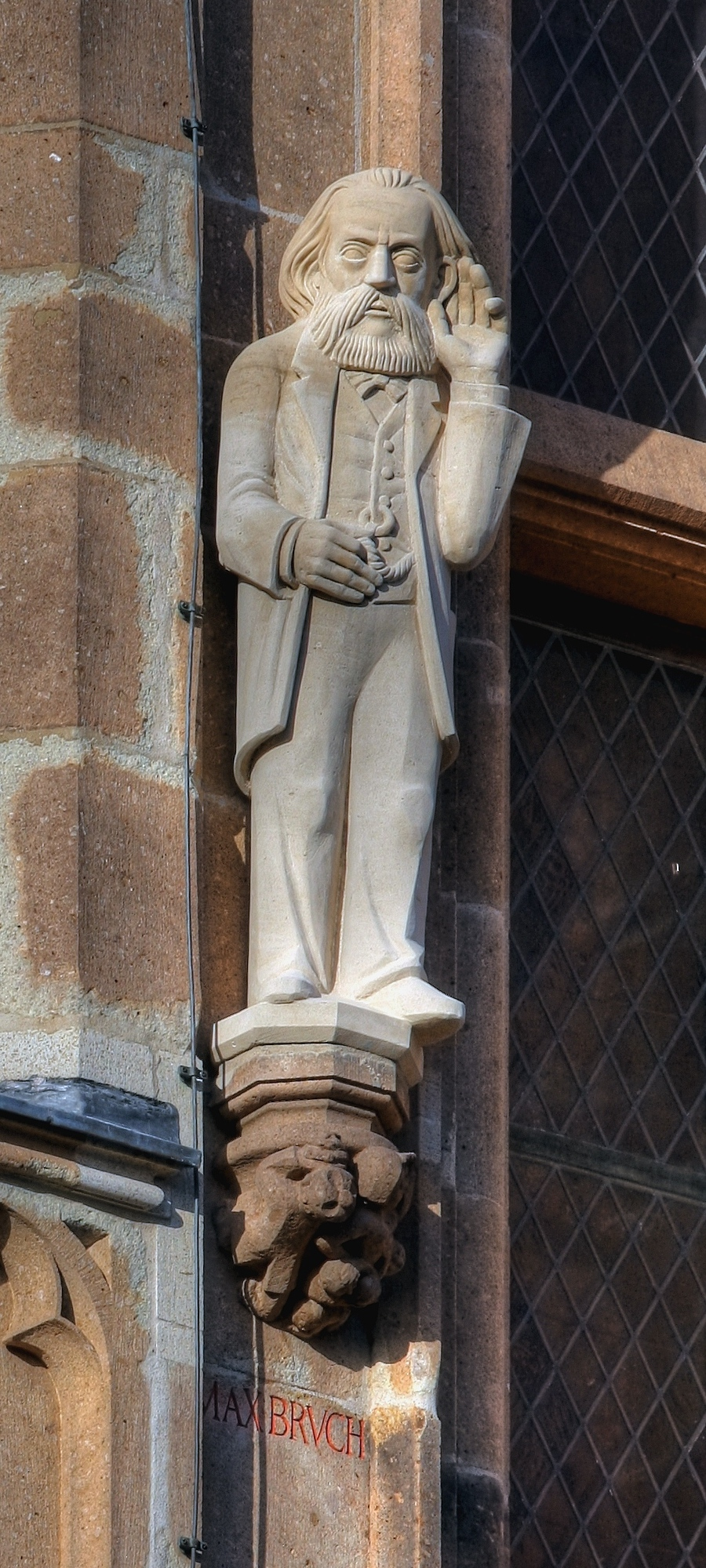
Statue Max Bruchs am Kölner Rathausturm

### Herkunft
Die Vorfahren von Max Bruch lassen sich bis zu Thomas Bruch, einem 1560 in Saarbrücken geborenen Katholiken zurückverfolgen, der zum Protestantismus konvertierte. Max Bruchs Großvater, Christian Gottlieb Bruch (1771–1836), studierte Theologie und kam als Superintendent nach Köln. Sein ältester Sohn, August Carl Friedrich (1799–1861), der Vater des Komponisten, studierte Jura und wurde nach einigen Jahren als Anwalt in Berlin Königlicher Polizeirat und stellvertretender Polizeipräsident in Köln. Dessen Frau, Wilhelmine Bruch, geb. Almenräder (1799–1867), war Sängerin und stammte aus einer ursprünglich im Bergischen Land beheimateten Musikerfamilie. Max Bruch und seine Frau Clara, eine Sängerin, hatten drei Söhne, darunter den Maler Hans Bruch (1887–1913), und eine Tochter, die Schriftstellerin Margarete Bruch (1882–1963).

### Kindheit (1838–1847)
Max Bruch wurde am 6. Januar, dem Dreikönigstag des Jahres 1838, im Richmodis-Haus in Köln geboren. Eine Plakette am wiederaufgebauten Turm in der Richmodstraße am Neumarkt trägt folgende Inschrift: „Geburtsstätte des rheinischen Tondichters und Sängers Max Bruch – 6. Januar 1838“. Warum Bruch auch als Sänger beschrieben wird, ist unklar.
Bruch charakterisiert seinen Vater in seinen Jugenderinnerungen als einen pflichtbewussten und gewissenhaften Beamten, der sich aber wohlwollend und hilfsbereit zeigte, wo er nur konnte. Er fügt im selben Artikel noch eine vor allem für die musikalische Nachwelt interessante Anekdote über einen kleinen beweglichen Geschäftsmann ein, der eines Tages in der Amtsstube seines Vaters erschien, seinen Sohn vorstellte und diesen als großes Talent am Cello pries – bei dem Jungen handelte es sich um den späteren Operetten-Komponisten Jacques Offenbach. Seinen ersten Musik- und Klavierunterricht erhielt Bruch von der Mutter. In seinen Jugenderinnerungen beschreibt er sie als musikalische Frau mit einer guten Sopranstimme, die dann aber ihre Stimme verlor und sich daher auf den Gesangsunterricht beschränken musste. Mit seiner Schwester Mathilde, genannt Till, verband ihn ein enges Verhältnis, da, wie er schreibt, keine weiteren Geschwister vorhanden waren. Bruch beschreibt, wie viel sie miteinander unternahmen und besprachen, und lobt ihren Sinn für Form und melodische Schönheit sowie ihren scharfen und logischen Verstand.
Zwischen seinem 7. und 10. Lebensjahr entwickelte Bruch ein Talent zum Malen, weshalb ihn seine Verwandten auch den „zweiten Raffael“ nannten. Zur Übung kopierte er von ihm verehrte Werke wie Die Landung des Ferdinand Cortez an der Küste von Mexiko, Die Himmelfahrt des Elias, Der heilige Bonifacius die heilige Eiche von Hessen fällend und andere, die ihm als Illustrationen aus Kinderbüchern, Bibeln und Studien zur Weltgeschichte bekannt waren.

### Jugend (1848–1857)
Im Alter von neun Jahren schrieb er seine erste Komposition, ein Lied zum Geburtstag der Mutter. Von da an war die Musik seine Passion, die von seinen Eltern nach Kräften gefördert wurde. So entstanden in einem plötzlichen kreativen Ausbruch viele kleine Werke wie Motetten, Psalmvertonungen, Klavierstücke, Violinsonaten, ein Streichquartett und sogar Orchesterwerke wie die Ouvertüre zu einer geplanten Oper Jungfrau von Orléans. Nur wenige dieser Jugendwerke sind überliefert.
Im Jahr 1968 tauchte im Nachlass der Witwe von Max Bruchs ältestem Sohn Max Felix eine frühe Komposition aus dieser Zeit auf, und zwar das auf den 28. August 1849 datierte Septett Es-Dur. Die Datierung – der 100. Geburtstag von Johann Wolfgang von Goethe – lässt eine Entstehung des Septetts als Hommage an den von Bruch verehrten Dichter vermuten.
Den ersten musiktheoretischen Unterricht erhielt Bruch 1849 in Bonn von Professor Heinrich Carl Breidenstein, einem Freund seines Vaters. Zu dieser Zeit kam er auch das erste Mal auf den Igeler Hof, einem Gut in Bergisch Gladbach, auf dem er einen Großteil seiner Musik schrieb. Der Hof gehörte dem Rechtsanwalt und Notar Neißen, der ihn mit seiner unverheirateten Schwester Thérèse bewohnte. Später wurde das Gut von der Familie Zanders gekauft, die eine große Papierfabrik besaß. Auf Wanderungen und Postkutschfahrten dorthin wurde der Junge von seinem Vater in französischer und englischer Konversation unterwiesen. In den späteren Jahren gab ihm Maria Zanders als enge Freundin und Mäzenin die geeignete Umgebung für sein Schaffen in der Villa Zanders. Zusätzlich erhielt Max Bruch Privatunterricht von Lehrern vom Kölner Friedrich-Wilhelm-Gymnasium.
Auch der kritische Blick des aufgeweckten Jungen wurde schon früh durch die Familie geschult. In einem Brief an seine Mutter über eine Kaffeeeinladung an den Igeler Hof bei der befreundeten Familie Weber schreibt er sehr differenziert über die dort dargebotenen Musikstücke. Im gleichen Brief berichtet er auch vom Gang seiner Studien und wie er sich über die Komposition einer Fuge den Kopf zerbrach, die er nachmittags in der Violinstunde Professor Breidenstein vorlegte, der die Fuge gar nicht so schlecht fand.
Als Elfjähriger trat er mit größeren Kompositionen an die Öffentlichkeit. Im März 1852 wurde seine erste Sinfonie f-Moll durch die Philharmonische Gesellschaft in Köln aufgeführt. Mit einem Streichquartett gewann er 1852 ein Vierjahresstipendium der Frankfurter Mozart-Stiftung. Dieses Stipendium erlaubte ihm von 1853 bis 1857 ein Kompositionsstudium bei Ferdinand Hiller und Klavierstudien bei Carl Reinecke und Ferdinand Breunung in Köln.
Hiller hatte den jungen Bruch bereits 1850 kennengelernt, was ein Tagebucheintrag vom 8. April belegt: „Besuch von Bruch und Sohn“. Er berichtet weiter von einer Sonate zu vier Händen, die Max ihm brachte. In den folgenden Jahren hörte er mehrere Stücke des jungen Talents, so „zum Geburtstag der Mutter ein Streichquartett vom Sohn“, 1851 ein Trio, eine Motette und eine Sonate. Am 30. November 1852 hörte er schließlich bei einem der zahlreichen Besuche im Elternhaus eine „Sonate mit Violine“ und ein Klavierquintett.
Mittlerweile hatte Hiller sich bei der Mozartstiftung in Frankfurt für ein Stipendium für Max eingesetzt, wofür ihm der Junge in einem Brief dankte und unter anderem auf Hillers konstruktive Hilfe bei Bruchs früheren Streichquartetten einging. Die Stiftung bat Hiller auch ausdrücklich darum, „den neuen Mozart-Zögling zu einem wackeren Musiker und Tondichter heranzubilden“.
Bereits am 12. März 1852 erschien in der Rheinischen Musikzeitung ein Artikel über Max, in dem man ihn mit Mozart und Mendelssohn verglich. Beschrieben wird er als „ein lieber, offener, munterer, kindlich unbefangener Knabe, der, obwohl er nur in Tönen lebt und webt, nichtsdestoweniger auch für andere Gegenstände Geschick und Befähigung zeigt“. Am Ende des Artikels gibt man ihm die besten Wünsche mit auf den Weg:

„Möge er muthig auf der begonnenen Bahn vorwärts schreiten, der Kunst nur um ihrer selbst willen als der hehren heiligen Göttin dienen und sein Ziel nur in der Erreichung des Höchsten und Besten finden! Dazu wünschen wir ihm von ganzem Herzen des Himmels besten Segen!“

Hiller hielt große Stücke auf Bruch und widmete seiner Arbeit mehr Aufmerksamkeit als der seiner anderen Schüler. In seinen Tagebüchern sind die meisten von Bruchs unveröffentlichten Frühwerken sowie seine ersten publizierten Kompositionen erwähnt. Auch war er maßgeblich an der Drucklegung des op. 1, der Oper Scherz, List und Rache nach einer Vorlage von Goethe, seines Schülers beteiligt, indem er einerseits Empfehlungen aussprach und andererseits eine Subskriptionsliste in Köln unter Musikliebhabern und Freunden zirkulieren ließ. Diese Liste war innerhalb von wenigen Tagen gezeichnet und ermöglichte so 1857 die Veröffentlichung von Scherz, List und Rache beim Verlag Senff in Leipzig. Die Oper handelt von dem Ehepaar Scapin und Scapine, das um sein Erspartes gebracht wird und es durch Anwendung einer List zurückerlangt.

### Schaffensjahre (ab 1858)
Auf Anraten seines Lehrers Hiller ging Max Bruch im Jahr 1858 nach Leipzig, um dort seine musikalischen Studien fortzusetzen. Dort traf er Ignaz Moscheles, Ferdinand David und Moritz Hauptmann. Zudem knüpfte er erste Kontakte zu Breitkopf & Härtel und brachte erste Werke zur Veröffentlichung oder zur Aufführung. Zu diesen gehörte das Jubilate op. 3, ein kurzes Werk für Solosopran, Chor und Orchester, von dem sich der Musikkritiker Ludwig Bischoff begeistert zeigte. Zu den weiteren Kompositionen dieser Zeit zählen Die Birken und die Erlen op. 8, die Drei Duette op. 4, das Trio op. 5 in c-moll für Klavier, Violine und Violoncello, die zwei Streichquartette op. 9 und op. 10 sowie seine letzten Soloklavierwerke, und zwar die Fantasie für zwei Klaviere op. 11, die Sechs Klavierstücke op. 12 (Bruchs Cousine Bertha Krupp gewidmet) und die Zwei Klavierstücke op. 14.
Nach seiner Rückkehr aus Leipzig im Jahr 1859 unterbrach Bruch seine musikalischen Studien und begann, an der Universität Bonn Philosophie, Kunst und Architektur zu studieren. Da er durch Privatunterricht kein formelles Abitur nachweisen konnte, wurde er über Empfehlungsschreiben von Professor Hoss, dem stellvertretenden Direktor des Friedrich-Wilhelm-Gymnasiums sowie – wohl durch Vermittlung seines Vaters August Bruch – von der Polizei an der Universität immatrikuliert. Bruchs Zeit an der Universität währte nicht lange; seine Akte wurde am 6. Dezember 1859 geschlossen. Bleibenden Eindruck hinterließen bei Bruch die Vorlesungen bei Kunsthistoriker Anton Springer über die Kunstgeschichte des Rheinlandes; Bruch bewahrte das Heft mit den Notizen über die von Springer und den Studenten durchgeführten Besuche von Kölner Kirchen und Krypten auf.
Im Jahr 1861 starb Max Bruchs Vater. Glücklicherweise waren Bruchs Mutter und Schwester über den Essener Industriellen Alfred Krupp, mit dem die Familie Bruch über Max Bruchs Cousine Bertha Krupp verwandt war, finanziell versorgt, sodass Max Bruch sich nun in Metropolen wie Berlin, Dresden, Leipzig, Wien und München musikalisch weiterbilden konnte.
Seine erste Zwischenstation war Berlin. Aus dieser Zeit ist eine rege Korrespondenz seiner Mutter mit mütterlichen Ratschlägen erhalten. Am 18. November 1861 kam er in Leipzig an, wo er Musiker wie Carl Reinecke, Ferdinand David und Ignaz Moscheles wiedertraf, Konzerte besuchte sowie eigene Kompositionen probte.

### Die LoreleyundFrithjof
Im Jahr 1862 erfuhr Bruchs Karriere in Mannheim, wohin er übergesiedelt war, eine entscheidende Wende mit der Komposition der Oper Die Loreley op. 16 über Graf Otto, der ein Unglück heraufbeschwört, weil er kurz vor seiner Hochzeit mit Bertha, Gräfin von Stahleck, steht, sich aber leidenschaftlich in das Bauernmädchen Lenore verliebt. Bruch vertonte eine Dichtung von Emanuel Geibel, die zunächst für Felix Mendelssohn Bartholdy bestimmt war, der sich jedoch unzufrieden mit Geibels Text zeigte. Zunächst verbot Geibel eine Aufführung von Bruchs Vertonung mit Hinweis auf das geltende Urheberrecht, änderte aber seine Meinung nach Vermittlung durch Graf Ludwig von Stainlein im Januar 1862. Die Oper wurde bei ihrer Mannheimer Uraufführung am 14. Juni 1863 gut aufgenommen und mit Rotterdam und Prag auch im Ausland gespielt. Dreißig Jahre später fand die Oper in Hans Pfitzner einen Verfechter, der sie im Jahr 1916 als Musikdirektor des Opernhauses in Straßburg wieder auf die Bühne brachte.
Nach der Komposition von Die Loreley wandte sich Bruch ausschließlich der Vokalmusik zu. So wurde er von George Thomson, Sekretär des Board of Trustees for the Encouragement of Arts and Manufactures in Scotland sowie seinem neuen Mentor Vinzenz Lachner dazu ermuntert, zwölf Originalmelodien aus der von James Johnson zusammengestellten Sammlung The Scots Musical Museum (Edinburgh 1787–1803) mit seiner Begleitung zu versehen.
Nach der Veröffentlichung einiger Vokalwerke wie der Zehn Lieder op. 17, der Kantate Flucht der heiligen Familie op. 20 und dem Gesang der heiligen drei Könige op. 21 dirigierte Bruch am 20. November 1864 in Aachen mit dem Männergesangverein Concordia, Solisten und Orchester die Uraufführung der Kantate Frithjof op. 23. Die Kantate beruht auf einem Epos des schwedischen Dichters Esaias Tegnér basierend auf einer isländischen Sage aus dem 13. Jahrhundert und handelt von König Helge, der mit Frithjof, dem Verlobten seiner Schwester Ingeborg, in Konflikt gerät. Das Werk vermehrte schlagartig Bruchs Ansehen.
Der Erfolg mit Frithjof veranlasste Bruch, sich nach einer Festanstellung umzusehen. Zu seinen größten diesbezüglichen Enttäuschungen dieser Zeit gehörte seine Bewerbung beim Concordia-Chor und -Orchester, die – obwohl Bruch bei Clara Schumann, Rudolf von Beckerath, Ludwig Bischoff und Franz Lachner um Fürsprache bat – scheiterte.

### Koblenz (1865–1867) undErstes Violinkonzert
Im Jahr 1865 bekam Max Bruch in Koblenz unter der musikinteressierten Königin Augusta von Preußen den Posten des „Director des Königlichen Musikinstituts und der Koblenzer Abonnementskonzerte“. Dort setzte er unter ausführlicher Beratung durch den Geiger Joseph Joachim die Arbeit an seinem im Sommer 1864 begonnenen Ersten Violinkonzert fort. Die Uraufführung des Konzerts in seiner heutigen Fassung fand am 7. Januar 1868 statt, als Bruch Koblenz bereits verlassen und seine Stelle in Sondershausen angetreten hatte. Der überragende Erfolg des Werks entwickelte sich für Bruch mit der Zeit zum Ärgernis, da er auf das Violinkonzert reduziert wurde, das seine seiner Meinung nach ebenbürtigen anderen Werke in den Schatten zu stellen drohte. Im Gegensatz dazu hielt sich der finanzielle Ertrag des Konzerts für Bruch in Grenzen, da er es für ein einmaliges Honorar in Höhe von 250 Talern an den Verleger Cranz verkauft hatte. Ab April 1920 war der Verbleib der Konzertpartitur unbekannt, sie tauchte erst im Jahr 1968 wieder auf.
Am 6. April 1867 starb Bruchs Mutter. Obwohl er sofort von Koblenz nach Köln reiste, war es ihm nicht mehr möglich, ihr im Moment des Todes beizustehen.
Gegen Ende seiner Zeit in Koblenz war Bruch um 1867 mit einer gewissen, allem Anschein nach in Koblenz lebenden Emma Landau verlobt, über die nicht viel bekannt ist. Wie Bruch aus Brüssel an von Beckerath schrieb, löste sie die Verlobung jedoch wieder auf. Wie Bruch Ende August 1871 an Laura von Beckerath schrieb, traf er Emma Landau noch zweimal, bevor sie aus seinem Leben verschwand, hatte dabei aber keine Gelegenheit, alleine mit ihr zu reden.

### Sondershausen (1867–1870)

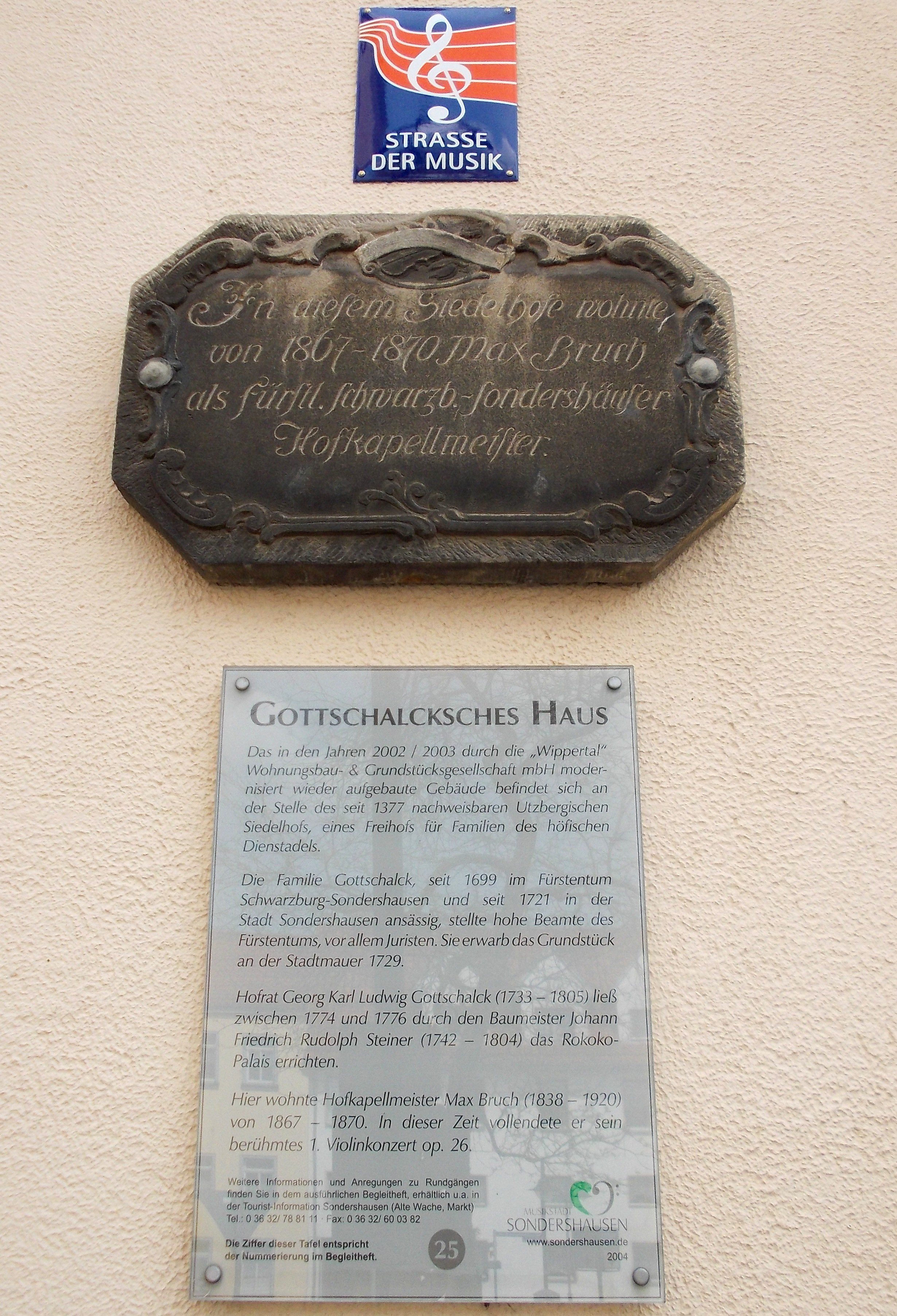
Gedenktafel an Bruchs Wohnadresse in Sondershausen

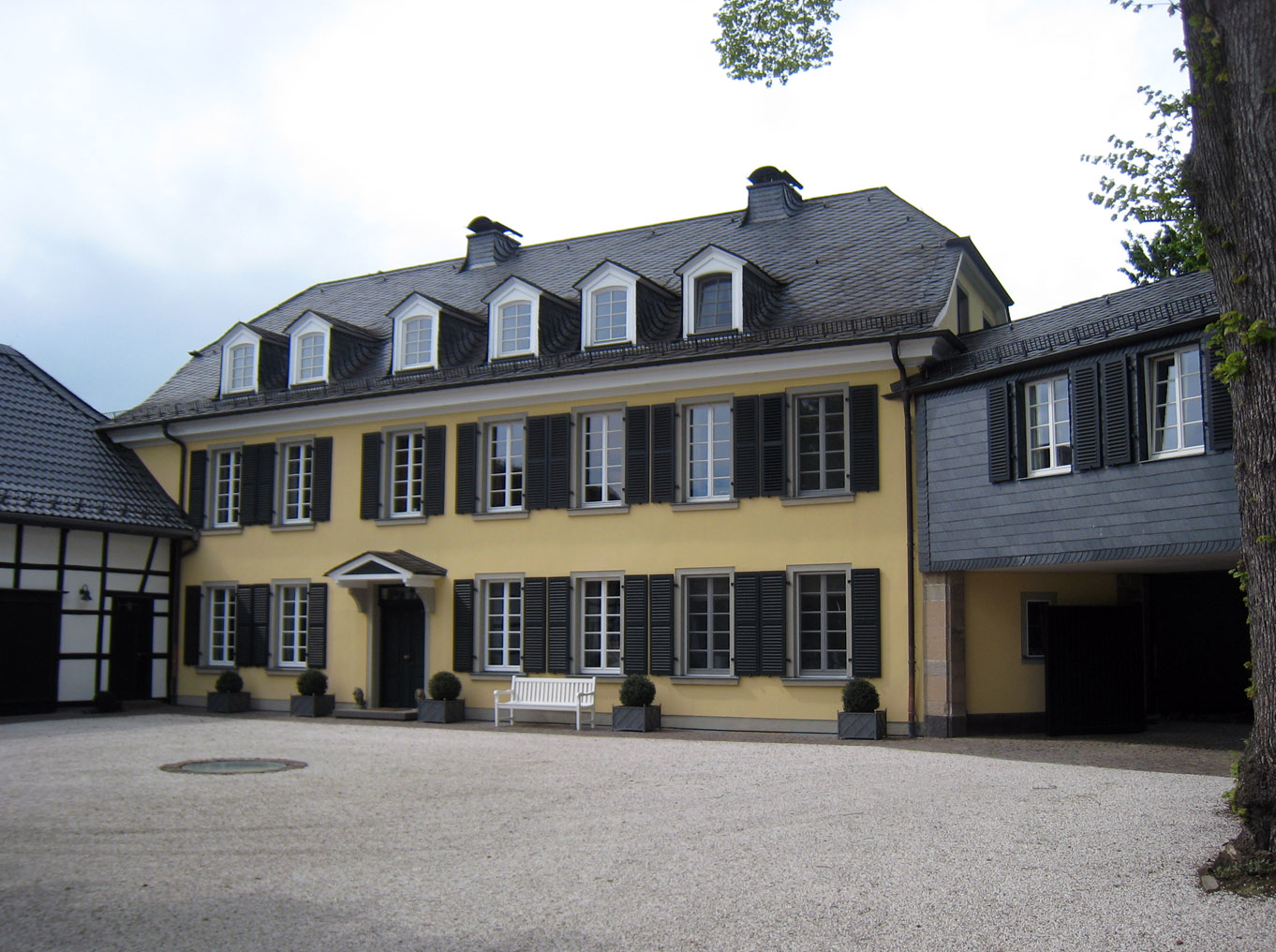
Igeler Hof 2018

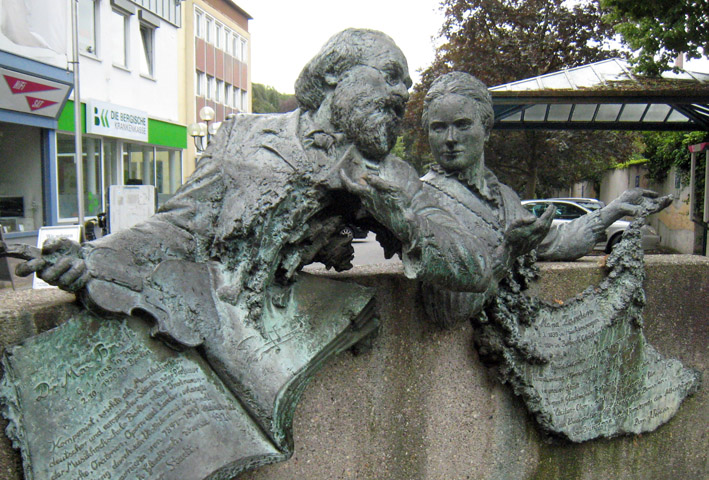
Denkmal für Max Bruch und Maria Zanders in der Fußgängerzone von Bergisch Gladbach

Im Juni 1867 trat Bruch nach einer Phase des Zögerns eine neue Stelle als fürstlicher Hofkapellmeister in Sondershausen an. Auch wenn Clara Schumann ihm riet, lieber nach einer Stelle in einer großen Stadt zu suchen, lockte ihn die Möglichkeit, mit einem guten Orchester arbeiten zu können, nach Sondershausen. Bedingt durch den Tod der Mutter und Bruchs Wechsel nach Sondershausen, entschloss sich Schwester Mathilde, zu ihrem Bruder zu ziehen, ihm den Haushalt zu führen und ihn in künstlerischen Angelegenheiten zu unterstützen.
In Sondershausen vollendete und veröffentlichte Bruch seine in Koblenz begonnene Erste Sinfonie, die am 26. Juli 1868 in Sondershausen unter Bruch als Dirigent uraufgeführt wurde. Drei frühere Sinfonien aus den Jahren 1852, 1853 und 1861 aus Bruchs Lehrzeit bei Ferdinand Hiller sind verschollen. In den sechs Monaten nach der erfolgreichen Uraufführung wurden weitere Aufführungen in Städten wie Leipzig, Dresden, Wien und Hamburg gegeben oder zumindest geplant. Kurz vor Vollendung der Sinfonie entstand Frithjof auf seines Vaters Grabhügel op. 27, eine Art Nachwort zur Frithjof-Kantate op. 23.
In seiner Sondershausener Zeit zog es Bruch wieder verstärkt zum Igeler Hof in Bergisch Gladbach, den er aus seiner Jugendzeit kannte. In den zehn Jahren nach dem für Bruch schmerzlichen Tod der Hofbesitzerin Katherina Therèse Neissen war der Hof für Bruch ein Ort schmerzvoller Erinnerung. Nun entstand ab 1870 eine intensive und tiefe Freundschaft mit der neuen Besitzerin, der 31-jährigen Witwe Maria Zanders, die sich um ihre Kinder kümmerte, mehrere Papiermühlen in der Gegend betrieb, am 25. September 1885 den Cäcilien-Chor gründete und sich für den Wiederaufbau und die Restaurierung des Altenberger Doms einsetzte. Bruch reagierte erschüttert auf ihren Tod am 6. Dezember 1904. Wie es scheint, hat Bruch zwischen 1859 und 1888 in der Villa Zanders übernachtet und tagsüber am Igeler Hof gearbeitet. Ein letztes Mal besuchte er den Hof im Sommer 1909 und konnte ihn krankheits- und altersbedingt nicht mehr aufsuchen. Im Jahr 1918 wurde er zu seinem 80. Geburtstag zum Ehrenbürger von Bergisch Gladbach ernannt sowie im Jahr 1935 mit einem Denkmal geehrt.
Der Erfolg seiner Ersten Sinfonie ermutigte Bruch zur Komposition einer weiteren Sinfonie, der späteren Zweiten Sinfonie f-moll op. 36. Bis zu deren Vollendung zwei Jahre später komponierte oder vollendete er Chorwerke wie Rorate coeli op. 29, Die Priesterin der Isis in Rom op. 30, Die Flucht nach Ägypten op. 31 Nr. 1, Morgenstunde op 30 Nr. 2, Normannenzug op. 32, Vier Lieder op. 33, Römische Leichenfeier op. 34 und die Messensätze op. 35.
Das Jahr 1870 bedeutete für Bruch mehrere Wendepunkte. Zum einen musikalisch unabhängig von seinem Lehrer Hiller geworden, wurde er andererseits einem deutlich breiteren Publikum bekannt, indem er seine Werke beim Musikverleger Fritz Simrock veröffentlichte. Zu diesen gehörte auch die im Sommer 1870 vollendete Zweite Sinfonie. Es folgten die Chorwerke Das Lied vom deutschen Kaiser op. 37, Fünf Lieder op. 38 und Dithyrambe op. 39.
In diese Zeit fällt anscheinend auch ein Liebesverhältnis mit einer Sängerin namens Anna Strauss, das aber ein Ende nahm, als diese sich mit einem Musikdirektor Walter in Basel verlobte.
Ebenfalls im Jahr 1870 erwog Bruch, seine Stelle in Sondershausen aufzugeben. Trotz seiner Sympathien für die Prinzessin und ihre Familie kam er immer schwerer mit der Bürokratie des Hofes zurecht, andererseits ermutigte ihn der Erfolg seiner Kompositionen, als freischaffender Komponist nach Berlin zu gehen. Nachdem Bruch gekündigt hatte, spielte Johannes Brahms mit dem Gedanken, die frei gewordene Stelle in Sondershausen anzutreten und bat Bruch um Detailinformationen, ging dann aber stattdessen nach Wien.

### Berlin (1870–1873)
Nach Bruchs Ankunft in Berlin schrieb sein Freund Rudolf von Beckerath für das Musikalische Wochenblatt einen Artikel über Bruchs Leben und Werk. Dieser half mit umfangreichen Informationen aus.
Zugleich nahm er sein nächstes Projekt, die Oper Hermione, in Angriff. Die auf William Shakespeares Schauspiel Das Wintermärchen basierende Oper mit einem Libretto von Emil Hopffer wurde am 21. März 1872 in Berlin uraufgeführt und eher mäßig aufgenommen. Sein nächstes Projekt war das weltliche Oratorium Odysseus unter Zusammenarbeit mit dem Dichter Wilhelm Paul Graff. Dieses Werk fand eine deutlich bessere Resonanz bei Kritik und Publikum als die vorangegangene Oper. Bruchs Ruhm in England, wo er bereits durch sein Erstes Violinkonzert bekannt war, wurde durch seine Chorwerke noch verstärkt.

### Bonn (1873–1878)
Der Misserfolg von Hermione – Bruch vermutete den Grund darin, dass in Berlin nur Wagner und Brahms gehört wurden – veranlasste Bruch im Jahr 1873, Berlin zu verlassen und mit Schwester Mathilde nach Bonn zu gehen. Hier lernte der 35-jährige Bruch die 19-jährige Amalie Lally Heydweiler lernen und verlobte sich mit ihr. Amalies Mutter – der Vater war bereits verstorben – legte Wert auf einen Schwiegersohn mit geregeltem Einkommen. Aufgrund des mäßigen Erfolges seiner letzten Kompositionen konnte Verleger Simrock ihm diesbezüglich keine Lösung anbieten. Da Amalie zudem Erbin eines beträchtlichen Vermögens war, wurde Bruch möglicherweise auch als potentieller Mitgiftjäger angesehen. Nach halbherzigen Versuchen seinerseits, sich um eine Stelle zu bewerben und viel Auf und Ab in der Beziehung beendete er diese an Ostern 1874.
In musikalischer Hinsicht entstand die Romanze op. 42, die Bruch ursprünglich als Violinkonzert geplant hatte, es dann aber beim ersten Satz, der Romanze, beließ. Ein weiteres Kompositionsprojekt war Bruchs zweites weltliches Oratorium Arminius über die Schlacht im Teutoburger Wald, das nach dem Deutsch-Französischen Krieg und der Deutschen Reichsgründung durch Otto von Bismarck den Nerv der Zeit traf.
Bei Aufführungen seines Ersten Violinkonzerts in Frankfurt und Wiesbaden im Februar 1877 lernte Bruch den spanischen Geiger Pablo de Sarasate kennen. Im März 1877 entschloss er sich zur Komposition eines Violinkonzerts speziell für Sarasate, seines späteren Zweiten Violinkonzerts d-Moll op. 44, das mit diesem als Solist am 4. November 1877 im Londoner Crystal Palace während der Europatournee des Geigers uraufgeführt wurde. Während der Englandreise erklangen auch am 13. Oktober – ebenfalls im Crystal Palace – das Erste Violinkonzert und am 23. Oktober in Liverpool der Odysseus.
In Deutschland schmerzte Bruch die Reaktion der Bonner Zeitung auf die Aufführung des Zweiten Violinkonzerts am 15. November, die die im gleichen Konzert erklungene Erste Sinfonie von Brahms über alles lobte und Bruchs Violinkonzert praktisch ignorierte. Auch Brahms und der von dessen Sinfonie beeindruckte Musikkritiker Hans von Bülow äußerten sich kritisch über das Violinkonzert. Bruch vermutete die Existenz einer Clique, der es darum ging, Brahms zum Idol zu erheben. So nutzte er im August 1878 die Einladung, nach dem Rücktritt seines Freundes Julius Stockhausen die musikalische Leitung des Stern’schen Gesangsvereins in Berlin, nach Berlin zurückzukehren.

### Berlin (1878–1880) und Heirat
Zur Zeit von Bruchs Rückkehr nach Berlin entstanden seine Kantate Das Lied von der Glocke nach Friedrich Schillers gleichnamigen Gedicht. Das am 26. August 1879 anlässlich des Birmingham Triennial Music Festival uraufgeführte Werk wurde in England gut aufgenommen; ebenso freute sich Bruch über eine Einladung, die Kantate auch in Köln aufführen zu dürfen.
In seiner Zeit in Berlin vom 1. September 1878 bis 20. Juni 1880 schrieb Bruch mit der Schottischen Fantasie op. 46 und Kol Nidrei op. 47 lediglich zwei Werke. Die Fantasie für die Violine mit Orchester und Harfe unter freier Benutzung schottischer Volksmelodien, so der volle Name der Schottischen Fantasie, entstand 1879/80. Sie wurde am 15. März 1883 mit Bruch als Dirigenten und ihrem Widmungsträger Sarasate als Solisten im Konzert der Liverpooler Royal Philharmonic Society in der St. James’s Hall uraufgeführt. Später spielte auch Joseph Joachim das Werk trotz seiner Neigung, nur Werke zu spielen, die ihm auch gewidmet waren. Zu dieser Zeit begannen Joachims Eheprobleme, die schließlich zur Scheidung führten. Wie auch Brahms und viele andere konnte Bruch nicht verhehlen, dass er Joachims Verdacht, seine Ehefrau Amalie Joachim betrüge ihn mit Fritz Simrock, nicht glaubte.
Kol Nidrei für Violoncello und Orchester entstand zum Großteil in Liverpool. Widmungsträger war der Cellist Robert Hausmann, einer von vielen Cellisten, die Bruch lange Zeit um ein Cellostück gebeten hatten, das Bruchs Violinkompositionen ebenbürtig wäre. Später erschienen von Kol Nidrei auch Bearbeitungen für Violine, Bratsche, Klavier und Orgel.
Am 22. August 1880 verlobte Bruch sich mit Clara Tuczek (geb. 15. Februar 1854, gest. 26. August 1919); die Hochzeit fand am 3. Januar 1881 statt. Jahre zuvor – im Dezember 1861 – hatte Bruch ihre Tante Leopoldine Tuczek bei ihrer Abschiedsvorstellung an der Berliner Oper gehört. Max Bruch und Clara Tuczek hatten sich auf einer Konzertreise Bruchs im Sommer 1880 kennengelernt. Clara Tuczek stammte aus einer Musikerfamilie und war Altistin; Bruch verlangte jedoch, dass sie ihre Gesangstätigkeit aufgab und Hausfrau wurde. Sie sang aber trotzdem; meistens in Aufführungen ihres Mannes. Das Ehepaar hatte vier Kinder:
- Margarethe (geb. 29. August 1882; gest. 1963 in Berlin) wurde Schriftstellerin und setzte sich leidenschaftlich für die Musik ihres Vaters ein.
- Max Felix (geb. 31. Mai 1884[65], gest. 1943) gab seine Musikerlaufbahn als Klarinettist und Dirigent zweier Gesangvereine in Hamburg bald auf und wurde deutscher Vertreter einer internationalen Schallplattenfirma.
- Hans (geb. 18. März 1887[66]; gest. 4. Juni 1913[67]) zeigte Talent für die Malerei und starb – am Anfang einer erfolgversprechenden Karriere stehend – im Alter von 26 Jahren an einer Blutvergiftung.
- der jüngste Sohn Ewald (geb. 19. Mai 1890[66]; gest. 1974) begann eine Försterlaufbahn und ging nach dem Ersten Weltkrieg zur Polizei. Er sammelte Material aus den Hinterlassenschaften seines Vaters, die er nach seinem Tod dem Musikwissenschaftlichen Institut der Universität Köln vermachte.

Nur Felix und Ewald heirateten, hatten aber keine Nachkommen, sodass die direkte Linie von Max Bruch ausstarb.

### Liverpool (1880–1883)

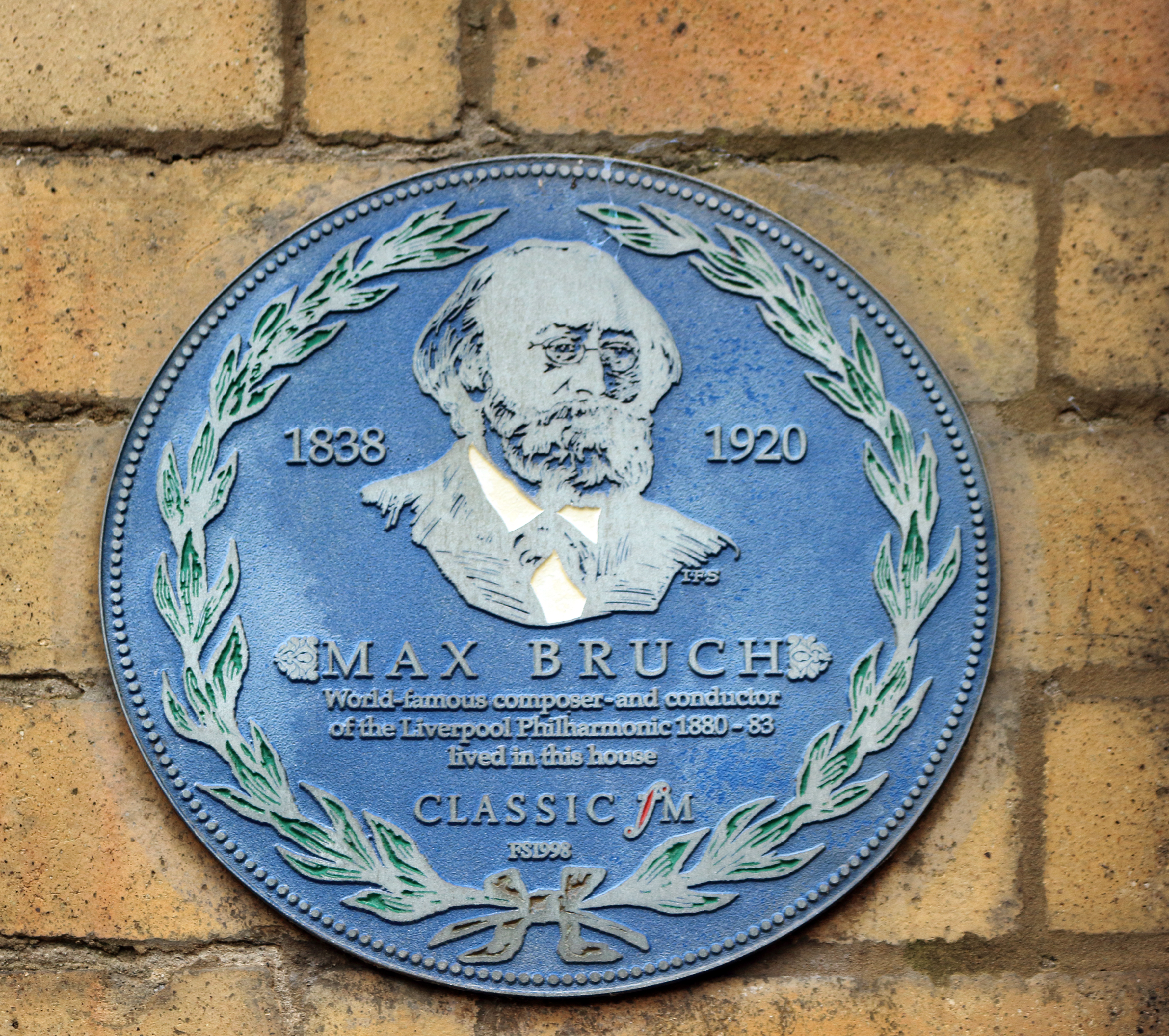
Gedenktafel für Max Bruch in der Brompton Avenue in Liverpool

Am 30. August 1880 trat Bruch seine neue Stelle als Direktor der Royal Philharmonic Society in Liverpool an. Nachdem Bruch vorher mehrmals eingeladen worden war, seine Werke in Liverpool aufzuführen, wurde er nun zum Nachfolger von Julius Benedict ernannt.
Am 29. August 1882 kam mit Margarethe das erste von vier Kindern und die einzige Tochter des Ehepaares Bruch zur Welt.
Im Lauf der Zeit kam es an der Royal Philharmonic Society immer wieder zu Querelen mit dem Chor und anderen Kollegen. Daneben musste Bruch unter anderem Beschlüsse des Komitees öffentlich vertreten, die er für falsch hielt. Irgendwann spielte er mit dem Gedanken, Liverpool zu verlassen und nach Edinburgh zu gehen. Es kam bereits zu einer Anfrage des jungen Komponisten und Dirigenten Frederick Corder, der sich bei Henry Sudlow, dem Schriftführer der Philharmonic Society, nach einer Stellenvakanz erkundigte, weil Bruch Gerüchten zufolge gekündigt habe oder im Begriff sei, dies zu tun. Nachdem sich auch die Pläne für Edinburgh zerschlagen hatten, unterschrieb er am 3. Januar 1883 für seine neue Stelle in Breslau.
Später, im Dezember 1917, schrieb er im Rückblick in einem Artikel in der Täglichen Rundschau, er hätte sich seinerzeit in Liverpool völlig anglisieren müssen, um akzeptiert zu werden, wofür er mit über 40 Jahren aber schon zu alt gewesen sei.

### Breslau (1883–1890)
Vor seinem Amtsantritt in Breslau unternahm Bruch eine Konzertreise nach Amerika. Dort wurde am 17. Dezember 1882 in New York seine Dritte Sinfonie uraufgeführt. Sie entstand nach Auftrag von Leopold Damrosch vom Sommer 1882 und basiert auf Skizzen Bruchs, die in das Jahr 1870 in Sondershausen zurückreichen. Da Simrock nach dem mäßigen Erfolg der Zweiten Sinfonie keine weitere Sinfonie von Bruch mehr annehmen wollte, erschien die Dritte Sinfonie bei Breitkopf & Härtel. Auch deren Aufnahme fiel trotz der erfolgreichen Aufführungen eher mäßig aus.
Anfang Juni 1883 kehrte Bruch nach Europa zurück. Am 24. September 1883 bezog Familie Bruch den dritten Stock im Haus Museumsplatz 9 in Breslau. Clara Bruch erwartete ihr zweites Kind; Sohn Max Felix kam am 31. Mai 1884 zur Welt. An seiner neuen Stelle bekam Bruch ein Einkommen von 7.000 Mark; das Komitee ließ ihm freie Hand. Neben eigenen Werken wie dem Arminius führte er unter anderem auch Mendelssohn und das Violinkonzert, die Klavierkonzerte oder die meisten Sinfonien von Beethoven auf, aber auch Werke von Wagner, Liszt und sogar dem jungen Richard Strauss auf. Nach der Uraufführung von dessen Aus Italien bedankte Strauss sich bei Bruch für dessen Bemühungen.
Gerade zu der Zeit, als Bruch seine Tätigkeit in Breslau antrat, trat sein früherer Lehrer Ferdinand Hiller von seinem Posten als Leiter des Kölner Konservatoriums zurück, mit dem Bruch schon lange geliebäugelt hatte. Nachdem Hillers Favorit Brahms Hillers Angebot, sein Nachfolger in Köln zu werden, abgelehnt hatte, wandte Hiller sich an Bruch. Dieser jedoch glaubte nicht, Breslau verlassen zu können, nachdem er gerade erst angekommen war, zweifelte daran, ein Konservatorium leiten zu können, dessen Lehrkräfte älter und erfahrener oder mit ihm befreundet waren; außerdem konnte er seiner Frau Clara kurz vor der Geburt des zweiten Kindes keinen weiteren Umzug zumuten. Das zuständige Komitee in Köln fürchtete jedoch Bruchs schwierigen Charakter und seine Fähigkeit, sich Feinde zu machen, und entschied sich für den amtierenden Dresdner Hofkapellmeister Franz Wüllner. Bruch reagierte indigniert; er betonte, er habe in der Zwischenzeit die Bedingungen genannt, unter denen er die Stelle in Köln dennoch antreten könne. Beim zuständigen Komitee kam dieses Verhalten nicht gut an.
Die Geburt von Sohn Max Felix am 31. Mai 1884 selbst war komplikationslos, doch war das Kind von Anfang an kränklich. Familie Bruch engagierte ein Kindermädchen namens Lene. Erst im Alter von drei Jahren begann Max Felix zu laufen und zu sprechen. Tochter Margarethe überlebte eine Diphtherie-Erkrankung. Am 18. März 1887 kam das dritte Kind der Familie, Sohn Hans, zur Welt; am 19. Mai 1890, kurz vor dem Umzug von Familie Bruch nach Berlin, wurde Sohn Ewald, das jüngste Kind der Familie, geboren.
In den Jahren vor dem Ende seiner Tätigkeit in Breslau war Bruch mit der Wahl seiner Solisten und seiner konservativem Programmgestaltung auf Widerstand gestoßen; der eigentliche Grund für diese Entwicklung war jedoch seine Sympathie für Reichskanzler Otto von Bismarck, die bei einigen politischen Gruppierungen sauer aufstieß. Breslau lag in einer Gegend, die Kaiser Wilhelm II. – der Bismarck wegen der Sozialistengesetze entlassen hatte – freundlich gesinnt war. Verstärkt wurden die Missstimmungen von einer Intrige durch Ernst Flügel, einen städtischen Komponisten und Chorleiter, mit dem Bruch ursprünglich befreundet war. Am 1. Dezember 1889 reichte Bruch seinen Rücktritt ein.
Unter den Kompositionen Bruchs entstanden in seiner Breslauer Zeit das weltliche Oratorium Achilleus, die dramatische Kantate Das Feuerkreuz op. 52, die Zwei Männerchöre für vierstimmigen Männerchor op. 53, die Siechentrost-Lieder op. 54, die Canzone für Cello und Orchester, op. 55, das Adagio nach keltischem Melodien, op. 56 für Cello und Orchester (beide eng miteinander verbunden) sowie das Adagio appassionato op. 57 für Violine und Orchester. Diese Werke führten zu Bruchs Drittem Violinkonzert, an dem er kurz vor seinem Weggang von Breslau ebenfalls arbeitete.

### Berlin (1890–1920)

Max Bruch (1920)

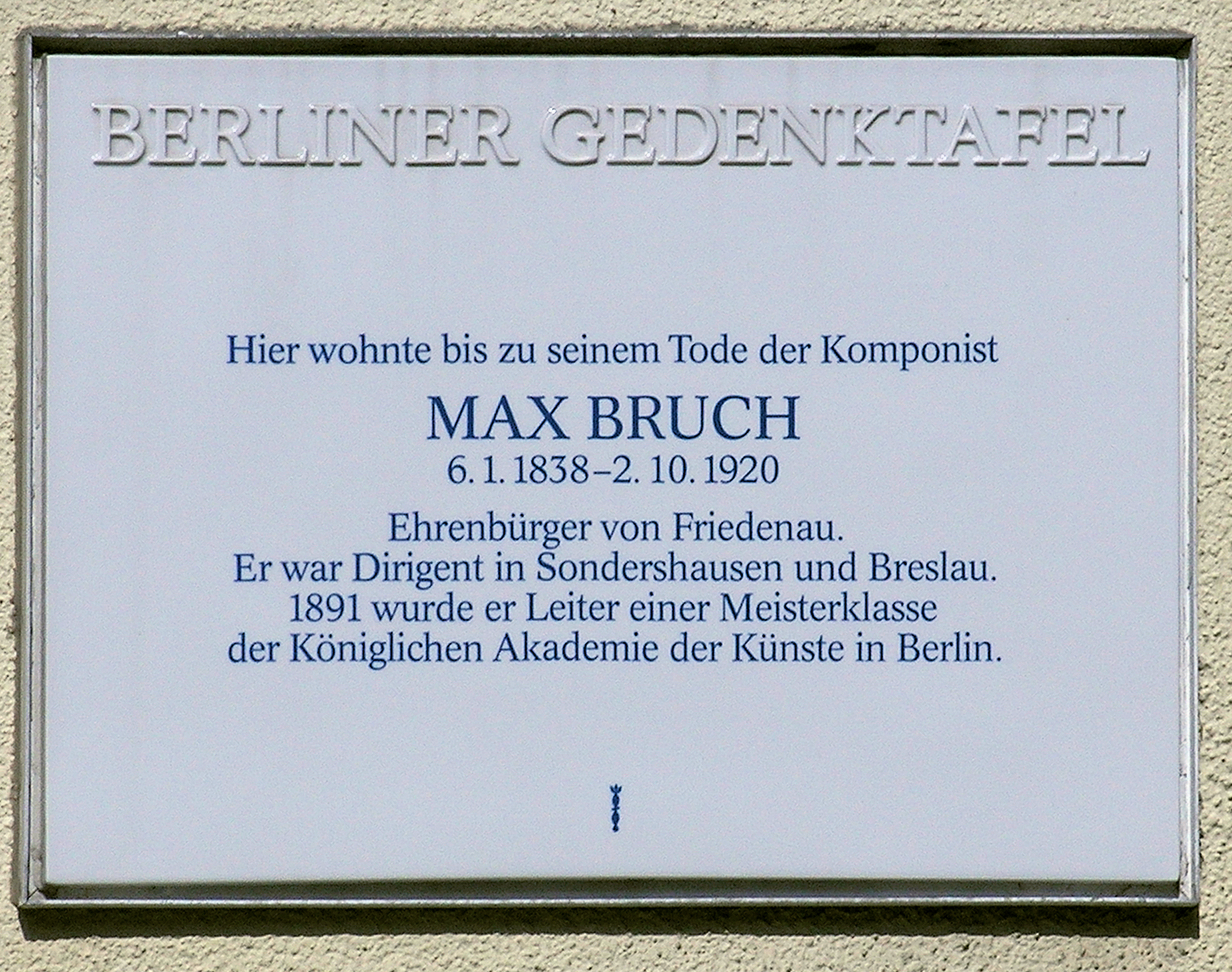
Berliner Gedenktafel am Wohnhaus in Berlin-Friedenau, Albestraße 3

Am 9. September 1890 erfolgte der Umzug der Familie Bruch in die Albestraße 3 im damaligen Berliner Vorort Friedenau. Dies sollte Bruchs letzter Umzug bis zu seinem Tod im Jahr 1920 werden.
Ende 1890 musste Bruch die Befürchtungen Simrocks besänftigen, er wolle zu Joachims Zirkel überlaufen. Bruch hatte die Beziehungen zu Joachim unter anderem deswegen aufgenommen, weil Joachim ihn während seiner schweren Zeit in Breslau unterstützt hatte. Im Februar 1891 beendete Bruch das im Sommer 1890 begonnene Dritte Violinkonzert in d-moll, op. 58. Die Uraufführung fand am 31. Mai 1891 in Düsseldorf statt.
Am 26. November 1891 wurde Bruch auf Vermittlung von Joachim sowie Philipp Spitta hin die Direktion der Meisterschule für Komposition an der Königlichen Akademie der Künste zu Berlin – in Verbindung mit der Mitgliedschaft im Senat der Akademie sowie dem Titel eines Professors – mit Wirkung vom 1. April 1892 angeboten. Verlockend waren für Bruch unter anderem, nun unabhängig von den Launen von Publikum und Presse zu sein, sowie das geregelte Einkommen. Bedingung für den Antritt der Stelle war die Komposition einer Festkantate zum Geburtstag von Kaiser Wilhelm II. Im Jahr 1892; diese wurde am 17. Januar 1892 in der Königlichen Akademie uraufgeführt und im Herbst 1893 als Hymne, op. 64 veröffentlicht. Bruch schrieb das Werk eher aus pragmatischen Gründen der finanziellen Sicherheit der Stelle wegen als aus Überzeugung. Trotzdem war die Kantate für ihn, Joachim und auch andere »sehr über dem Niveau der Gelegenheitsstücke«.
In einem Ausbruch von Aktivität veröffentlichte Bruch in dieser Zeit die Fünf Lieder für Bariton op. 59, die Neun Lieder für gemischten Chor a cappella, op. 60, das Ave Maria op. 61, den Gruß an die heilige Nacht, op. 62, die Schwedischen Tänze op. 63 und In Memoriam, op. 65.
Im Jahr 1890 wurde Bruch Ehrenmitglied des Beethoven-Vereins in Bonn sowie der Singakademie in Breslau. Im Jahr 1893 nahm Bruch als einer von fünf Komponisten – nachdem Brahms abgesagt hatte – an einem Konzert zum goldenen Jubiläum der Cambridge University Musical Society (CUMS) teil. Ziel der CUMS war es, fünf bedeutende Komponisten einzuladen, die mit einem Ehrendoktor der Musik ausgezeichnet wurden. Bruch dirigierte Das Gastmahl bei den Phäaken aus dem Odysseus, op. 41. Im September 1893 reiste Bruch nach Wien, um die Uraufführung des für das goldene Jubiläum des Wiener Männer-Gesangvereins entstandenen Liedes Leonidas, op. 66 vorzubereiten. Bei dieser Gelegenheit wurde Bruch Ehrenmitglied des Wiener Männer-Gesangvereins.
Die Idee Bruchs, eine neue Sammlung schottischer Volkslieder im Stile der Zwölf schottischen Volkslieder zu publizieren, zerschlug sich. Stattdessen nahm er ein neues Oratorium in Angriff, und zwar diesmal mit Moses, op. 67 einen Stoff aus dem Alten Testament. Die Handlung des Oratoriums reicht vom Empfang der Zehn Gebote auf dem Berg Sinai bis zu Moses’ Tod. Das Werk wurde am 19. Januar 1895 in Barmen uraufgeführt. Bruch hielt den Moses für eine Weiterentwicklung seines Kompositionsstils. Nach Einschätzung des Bruch-Biografen Christopher Fifield ist eher das Gegenteil der Fall. Von da an wandte Bruch sich noch stärker gegen die „Moderne“ als vorher.
Zur gleichen Zeit gab es auch die ersten Risse in Bruchs Freundschaft zu Sarasate, der Bruchs Meinung nach nicht mehr mit seinem Dritten Violinkonzert zurechtkam.
Nach dem Moses komponierte Bruch die drei Neuen Männerchöre, op. 68, die letzte Fassung des fünfstimmigen gemischten Chores Sei getreu bis in den Tod, op. 69, die Vier Stücke für Cello mit Klavierbegleitung, op. 70, die Sieben Chorlieder für gemischten Chor, op. 71 und den Chor In der Nacht, op. 72.
Mit Gustav Adolf, op. 73 folgte sein fünftes und letztes Oratorium. Während Bruch an dem Oratorium arbeitete, starb Brahms am 3. April 1897 an Leberkrebs. Bruch reagierte erschüttert auf die Todesnachricht. Nach dem Tod von Johannes Brahms, seinem engsten musikalischen Verbündeten, sah Bruch sich nun als letzten verbliebenen Fürsprecher des Konservatismus. Er sah jetzt Mendelssohns – und damit als sein Epigone auch seine eigene – Bedeutung noch mehr hervorstechen. In Anbetracht der musikalischen Entwicklungen seiner Zeit bedeutete dies eine zunehmende Isolation. Hinzu kam auf politischem Gebiet seine Verehrung für Bismarck. Gleichwohl erfuhr Bruch weiterhin Ehrenbekundungen und offizielle Anerkennung. So entstand aus Anlass seines 60. Geburtstages am 6. Januar 1898 ein internationales Komitee zur Organisation eines Benefiz-Fonds. Am Ende des Jahres wurde Bruch von der Pariser Académie des Beaux Arts zum korrespondierenden Mitglied ernannt.
In diese Zeit fällt die Entstehung von Bruchs Oratorium Gustav Adolf op. 73 über den schwedischen König aus dem Dreißigjährigen Krieg, mit dem Bruch auch beim Kaiser und dessen Gattin Eindruck machte. Das Oratorium, am 22. Mai 1898 in Barmen mit Bruch als Dirigent uraufgeführt, wurde ein unmittelbarer Erfolg. Gustav Adolf sollte Bruchs letztes größeres Chorwerk bleiben; in der Folgezeit entstanden die kürzeren Chorwerke Herzog Moritz, op. 74 und Der letzte Abschied des Volkes op. 76. In den folgenden zehn Jahren konzentrierte sich Bruch auf seine Lehrtätigkeit, das Dirigieren eigener Werke sowie die Komposition kleinerer Werke.
Zu seinen Schülern gehörten Oscar Straus, Ottorino Respighi, Ralph Vaughan Williams und Fritz Stüssi. In kompositorischer Hinsicht entstand im August 1899 die Serenade, op. 75 für Violine und Orchester, die ursprünglich als viertes Violinkonzert geplant war. Es kam zum endgültigen Zerwürfnis mit Sarasate, der zwar begeistert auf die Serenade reagierte, sie aber nicht in sein Standardrepertoire aufnahm. Joachim sorgte für Unannehmlichkeiten, als er um eine Widmung des Werks an seine Freundin, die Sängerin Nellie Melba – seine Frau Amalie war inzwischen verstorben – bat. Das Werk wurde am 15. Mai 1901 mit Max Bruch als Dirigent und dem belgischen Geiger Joseph Débroux uraufgeführt. Die Reaktionen der Kritik auf das Werk waren gemischt, zumal es mit dem Ersten Violinkonzert verglichen wurde. Weitere Kompositionen dieser Zeit waren Dumajanti, op. 78 für Sopran, Chor und Orchester (aus unbekannten Gründen ist die Opus-Zahl 77 in Bruchs Werkverzeichnis nicht belegt), die Lieder und Tänze, op. 79 für Violine und Klavier, die Suite für großes Orchester nach russischen Volksmelodien, op. 79b und die Zweite Suite, op. 80.
Am 4. April 1903 ernannte die königlich Schwedische Musikakademie Bruch zum Ehrenmitglied.
Bruchs Gesundheit war unter anderem durch eine Anämie und seine Unverträglichkeit gegenüber den norddeutschen Wintern angeschlagen. Daher wurde beschlossen, dass es für Bruch besser sei, die Zeit von Oktober 1903 bis Mai 1904 in Italien zu verbringen. Er besuchte einige Sehenswürdigkeiten wie den Petersdom, die Sixtinische Kapelle, das Forum Romanum und das Kolosseum und schrieb zahlreiche Briefe an Maria Zanders.
In dieser Zeit wuchs Bruchs Antisemitismus, obwohl er ein großer Verehrer von Felix Mendelssohn Bartholdy war und eine enge Freundschaft mit Joseph Joachim pflegte.
Maria Zanders' Tod am 6. Dezember 1904 erschütterte ihn. Sein Werk Szene der Marfa (op. 80) wurde 1906 veröffentlicht. Am 15. August 1907 starb Joseph Joachim. Trotz Verbots seiner Ärzte besuchte Bruch Joachims Beerdigung und hielt eine Trauerrede. Joachims Nachfolger als Direktor der Hochschule, der Musikschriftsteller Hermann Kretzschmar, führte einige Änderungen in der Organisation des Instituts durch, mit denen Bruch nicht zurechtkam. Dies führte zu seiner Pensionierung mit Wirkung vom 1. Januar 1911.
Aus Anlass seines 70. Geburtstages wurde er mit einem Festkonzert der Stadt Bergisch Gladbach geehrt sowie mit dem Orden Pour le Mérite ausgezeichnet. In musikalischer Hinsicht entstanden in der Folgezeit die Osterkantate, op. 81, das Wessabrunner Gebet, op. 82, und die Acht Stücke für Klarinette, Bratsche und Klavier, op. 83.
Nachdem Bruch an seinem Geburtstag noch gemeint hatte, seine Inspiration sei versiegt, komponierte er allein im Jahr 1911 das Konzertstück für Violine und Orchester, op. 84 (das erste Werk Bruchs, das zumindest in Ausschnitten auf Schallplatte aufgenommen wurde), die Romanze, op. 85, die Sechs Lieder für gemischten Chor a cappella, op. 86 (unter anderem nach Texten von Tochter Margarethe), die Macht des Gesanges für Bariton solo, gemischten Chor und Orchester, op. 87 (nach Schiller) und das Doppelkonzert für Klarinette und Bratsche, op. 88 für seinen Sohn Max Felix.
Im Jahr 1909 besuchte Bruch – wie sich herausstellen sollte, zum letzten Mal – den Igeler Hof. Danach hinderte ihn seine schlechte Gesundheit an weiteren Besuchen. Hans Zanders, Sohn von Maria Zanders, bat Bruch, zur Feier der Beendigung der Restaurierung des Altenberger Doms – ein Lebenstraum von Maria Zanders – ein Stück zu schreiben. Es entstand die Altenberger Hymne, die zur Feier am 16. Juli 1913 uraufgeführt wurde.
Am 4. Juni 1913 starb Sohn Hans mit 26 Jahren in einem Krankenhaus in Jena an einer Blutvergiftung; er wurde in Jena bestattet. Der Verlust traf die Familie schwer. Am 25. März 1914 starb Bruchs Schwester Mathilde. Max und Clara Bruch konnten nicht zu Mathildes Beerdigung reisen und wurden von Max Felix und Margarethe vertreten.
Nach Ausbruch des Ersten Weltkrieges ahnte Bruch in einem Brief an Tochter Margarethe, dass dieser Krieg die bisherigen an Schrecken übertreffen würde. Sohn Ewald wurde als Infanterist, Sohn Max Felix zur Heimreserve eingezogen. Bruchs finanzielle Verhältnisse verschlechterten sich deutlich, weil die Tantiemen aus Auslandsaufführungen seiner Werke wegfielen.

Rose und Ottilie Sutro, auf einer Werbeanzeige von 1917

Zu dieser Zeit beauftragten die Schwestern Rose und Ottilie Sutro aus Baltimore Bruch mit der Komposition eines Doppelkonzerts für zwei Klaviere. Es entstand das Konzert für zwei Klaviere, op. 88a. Das Doppelkonzert wurde am 29. Dezember 1916 in Philadelphia mit Leopold Stokowski als Dirigent und den Sutro-Schwestern als Solistinnen uraufgeführt. Die Berichterstattung in der amerikanischen Presse zeigt auf, dass die Schwestern das Werk umgeschrieben hatten; ferner beanspruchten sie das Copyright für sich. Die Partitur verschwand später und tauchte erst 1970 wieder auf.
Ansonsten entstanden zu dieser Zeit unter anderem die Heldenfeier, op. 89 als direkte Konsequenz des Krieges, Bearbeitungen früherer Werke, die Fünf Lieder, op. 90 für vierstimmigen Chor a cappella und Die Stimme der Mutter Erde für gemischten Chor, Orgel und Orchester, op. 91.

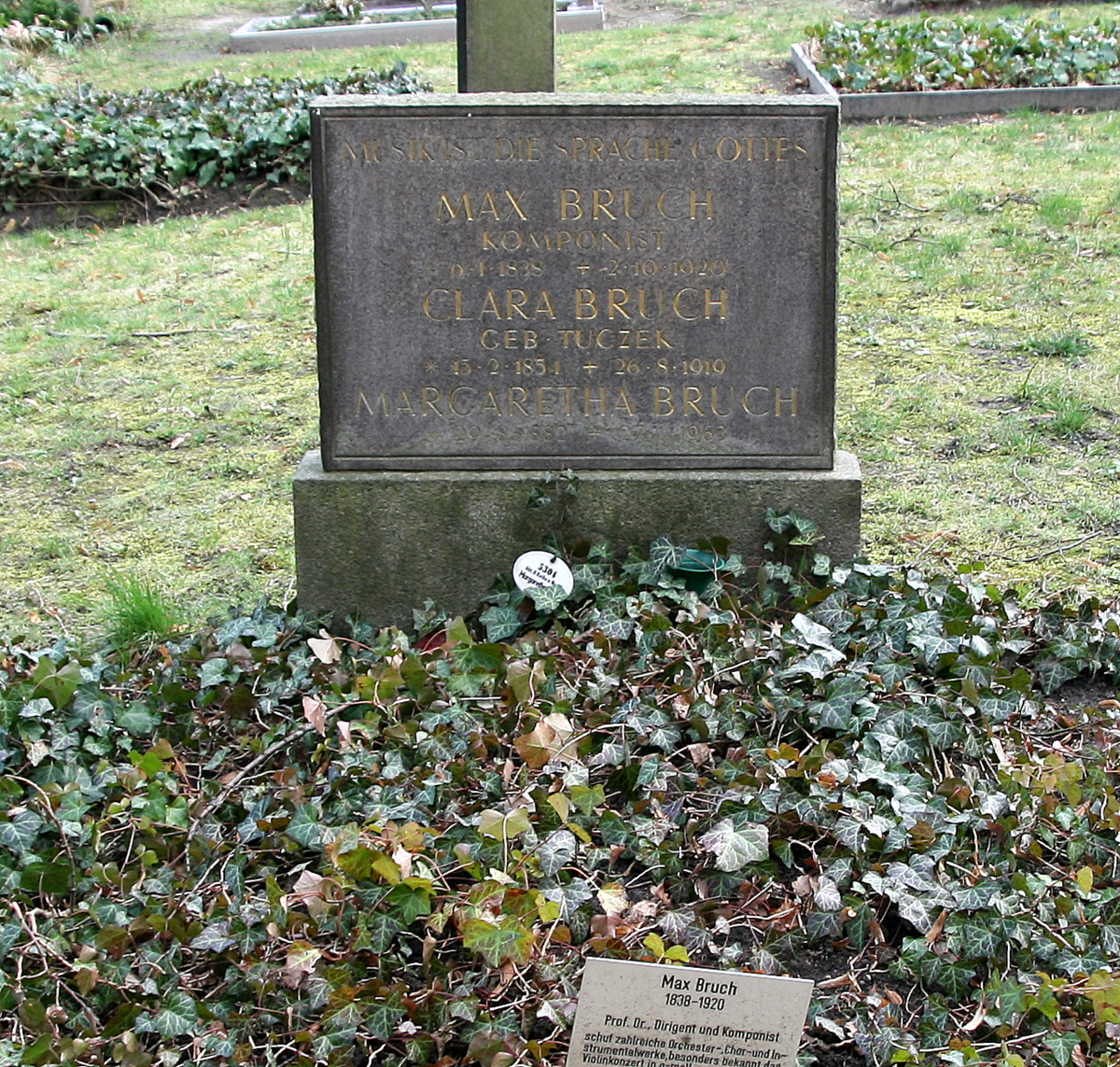
Grab in Berlin

Bereits im April 1917 begannen die Feierlichkeiten zu Bruchs 80. Geburtstag mit einer Aufführung des Frithjof. Es folgte eine Aufführung von Gustav Adolf am 2. November 1917 zum 400. Jahrestag der Reformation. Am 6. Januar 1918 fand ein umfangreicher Festakt statt; Bergisch Gladbach ernannte ihn zum Ehrenbürger. Bruch schrieb seine Memoiren, fand aber keinen Verleger; das Manuskript wurde im Zweiten Weltkrieg vernichtet.
Im Sommer 1918 litt Bruch an mehreren neuralgischen Attacken sowie der kriegsbedingt schlechten Versorgung mit Lebensmittel. Er empfand die Abdankung von Kaiser Wilhelm II. im November 1918 als einen Schock.
Er komponierte die Christkindlieder, op. 92, und die Trauerfeier für Mignon. op. 93.
Bruchs letzte veröffentlichte Komposition waren die Five Songs für Gesang und Klavier, op. 97 (Die Opus-Nummern 94 bis 96 sind in Bruchs Werkliste unbesetzt).
In der Nacht zum 27. August 1919 starb Ehefrau Clara im Alter von 65 Jahren nach einer Operation in der Berliner Charité. Neben der schwachen Gesundheit der letzten Lebensjahre litt sie unter dem Tod von Sohn Hans sowie unter dem Krieg und den Mangelerscheinungen.
Im Frühjahr 1920 erlitt Bruch einen Zusammenbruch und war pflegebedürftig, geistig aber noch aktiv. Er war so verarmt, dass er die Handschrift seines ersten Violinkonzerts (g-Moll) an zwei Geschäftsfrauen verkaufte.
Bruch starb am 2. Oktober 1920 und wurde neben seiner Ehefrau auf dem Alten St.-Matthäus-Kirchhof in Berlin-Schöneberg bestattet. Sein Grab ist seit 1965 als Ehrengrab der Stadt Berlin gewidmet. Sohn Ewald sammelte später Material aus den Hinterlassenschaften seines Vaters und vermachte diese dem Musikwissenschaftlichen Institut der Universität Köln.

## Kompositionsstil
Bruchs Ideale standen schon zu Beginn seiner kompositorischen Laufbahn fest und sollten sich bis zu seinem Tode nicht einmal ansatzweise verändern. Unverkennbar ist eine hohe Wertschätzung für Felix Mendelssohn Bartholdy und seinen Freund Johannes Brahms. Zu seinem großen Leidwesen stand er jedoch stets im Schatten des übermächtigen Brahms, mit dem er sich zeitlebens vergleichen lassen musste. Hinzu kommt ein lebhaftes Interesse für das deutsche Volkslied. Dagegen bekämpfte er von Anfang an die Neudeutsche Schule um Franz Liszt und Richard Wagner. Seine Werke zeugen von einem Sinn für eingängige Melodien und traditionelles Formdenken. Obwohl sich Bruch sehr für die Vokalmusik interessierte, sind seine stärksten Werke eher auf dem Gebiet der Instrumentalmusik (Symphonien, Konzerte) zu finden.
Schon zeit seines Lebens zeichnete sich ab, was bis heute Realität ist: Die öffentliche Wahrnehmung des Komponisten Bruch beschränkt sich weitgehend auf sein erstes Violinkonzert – eine Tatsache, die Bruch verbitterte und ihn zu einem Misanthropen werden ließ. Beim Honorar für dieses Werk, das viele Starsolisten rasch in ihr Repertoire aufnahmen, sah sich Max Bruch vom Verleger August Cranz betrogen. Er erhielt dafür einen Vorschuss von 250 Talern, aber keine weiteren Tantiemen. Für die relative Gleichgültigkeit, die seinem vielfältigen Schaffen zuteilwird, gibt es mehrere Gründe:
Obwohl eine nicht geringe Anzahl seiner Kompositionen in ihrer formalen Anlage durchaus unkonventionelle und progressive Züge aufweist, war Bruch im Grunde ein konservativer Komponist, der um die Jahrhundertwende vor allem wegen seiner eher wenig avancierten Harmonik zum Anachronisten gestempelt wurde. Er verteidigte seine romantische Kunstauffassung als die einzig wahre und geriet in zusätzliche Kritik durch seine heftigen Angriffe auf Richard Strauss und Max Reger. Zeitlebens wandte er sich gegen jegliche musikalische Neuerungen, die von ihm als „musikalischer Sozialdemokratismus“ bezeichnet wurden. Seit er während des Nationalsozialismus wegen seines Kol Nidrei (op. 47) als vermeintlicher Jude von den Programmplänen verschwand, wurden seine Werke im deutschsprachigen Raum weitgehend vergessen.

## Ehrungen

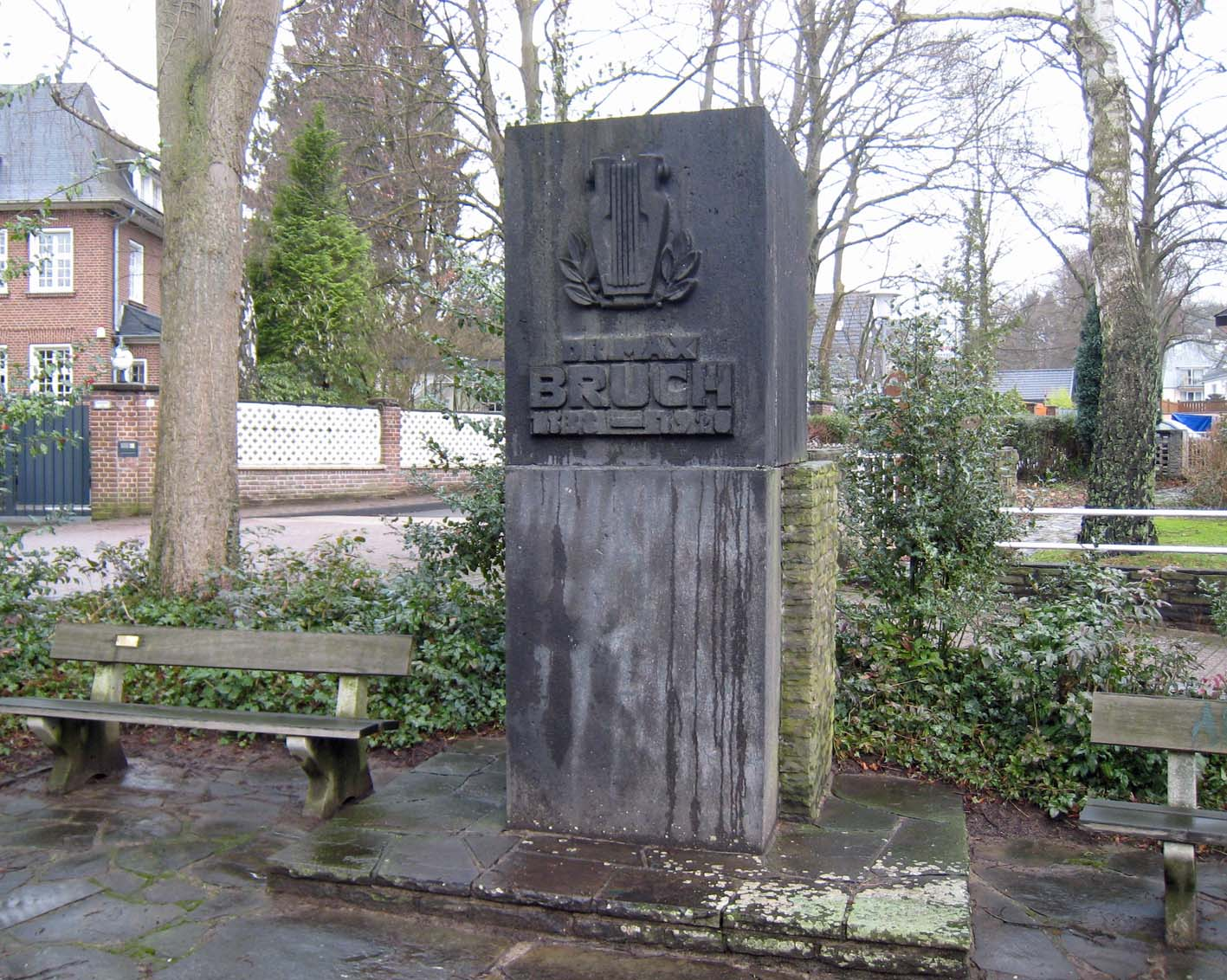
Max-Bruch-Denkmal auf der Margaretenhöhe in Bergisch Gladbach

Bruch erhielt zahlreiche Auszeichnungen, unter anderem 1893 die Ehrendoktorwürde der Universität Cambridge (1914 zurückgegeben) und 1918 die Ehrendoktorwürde der Berliner Friedrich-Wilhelms-Universität.
Seine Hauptwirkungsstätte, die Stadt Bergisch Gladbach, ehrte Max Bruch in vielfacher Weise:
- Zum 80. Geburtstag 1918 wurde ihm die Ehrenbürgerschaft verliehen.[129]
- Eine Straße sowie die städtische Musikschule wurden nach ihm benannt.[130]
- 1924 schuf der Bildhauer Wolfgang Wallner ein Denkmal für Max Bruch auf der Margaretenhöhe.
- Am Trotzenburgplatz wurde er am Denkmal für verdiente Persönlichkeiten geehrt.

1992 wurde der Asteroid (5004) Bruch nach Max Bruch benannt.
In Köln wurde Max Bruch mit einer Statue am Turm des Kölner Rathauses und mit der Benennung einer Straße im Stadtbezirk Lindenthal geehrt.

## Mitgliedschaften
Max Bruch war Mitglied im couleurstudentisch organisierten Akademischen Gesangsverein Wien, heute Sängerschaft Barden.

## Werke

### Bühnenwerke, Opern
- Scherz, List und Rache op. 1; Uraufführung am 14. Januar 1858 in Köln
- Die Loreley op. 16; Uraufführung am 14. Juni 1863 in Mannheim
- Hermione op. 40; Uraufführung am 21. März 1872 in Berlin
- Claudine von Villa Bella, WoO

### Orchesterwerke
- Canzonetta, WoO
- Symphonie Nr. 1 Es-Dur op. 28 (1868); Uraufführung am 26. Juli 1868 in Sondershausen
- Symphonie Nr. 2 f-Moll op. 36 (1870); Uraufführung am 24. November 1870 in Leipzig
- Symphonie Nr. 3 E-Dur op. 51 (1882, rev. 1886)
- Schwedische Tänze op. 63 (arrangiert für Orchester, 1892)
- Suite nach russischen Volksmelodien op. 79b (1903)
- Suite Nr. 2 nach schwedischen Volksmelodien (1906, ursprünglich Nordland-Suite)
- Suite Nr. 3 für Orchester und Orgel op. 88b (1909, rev. 1912)
- Serenade nach schwedischen Volksmelodien für Streichorchester, WoO
- Mindener Fantasie, WoO

### Konzerte und Konzertstücke
- Violinkonzert Nr. 1 g-Moll op. 26 (1865–67)
- Romanze für Violine und Orchester a-Moll op. 42
- Violinkonzert Nr. 2 d-Moll op. 44 (1877)
- Schottische Fantasie für Violine und Orchester Es-Dur op. 46 (1879/80)
- Kol Nidrei, Konzertstück für Violoncello und Orchester d-Moll op. 47 (1880/81)
- Canzone für Violoncello und Orchester B-Dur Op. 55
- Adagio nach keltischen Melodien für Violoncello und Orchester op. 56 Digitalisat
- Adagio appassionato, Konzertstück für Violine und Orchester op. 57
- Violinkonzert Nr. 3 d-Moll op. 58 (1891)
- Ave Maria für Violoncello (oder Violine) und Orchester Op. 61
- Schwedische Tänze für Violine und Orchester op. 63
- In Memoriam für Violine und Orchester cis-Moll op. 65
- Serenade für Violine und Orchester op. 75 (1899/1900) Digitalisat
- Konzertstück für Violine und Orchester fis-Moll op. 84 (1910)
- Romanze für Viola und Orchester F-Dur op. 85 (um 1912)
- Konzert für Klarinette, Viola und Orchester e-Moll op. 88 (1911)
- Konzert für 2 Klaviere und Orchester as-Moll op. 88a (1915, nach der Suite Nr. 3)

### Vokalmusik

#### Geistliche Chorwerke
- Hosanna, WoO
- Jubilate und Amen op. 3
- Die Flucht der heiligen Familie, Kantate op. 20
- Gesang der heiligen drei Könige op. 21
- Rorate coeli op. 29
- Die Flucht nach Aegypten op. 31, No. 1
- Morgenstunde op. 31, No. 2
- Kyrie, Sanctus und Agnus Dei op. 35
- Gruß an die heilige Nacht op. 62
- Hymne, Kantate op. 64
- Moses, Oratorium op. 67 (1893/94)
- Sei getreu bis in den Tod op. 69
- Osterkantate op. 81
- Das Wessobrunner Gebet op. 82
- Christkindlieder op. 92

#### Weltliche Chorwerke mit Solostimmen
- Rinaldo, WoO
- Die Birken und die Erlen, Kantate nach einem Gedicht aus den Waldliedern von Gustav Pfarrius op. 8; Uraufführung am 4. November 1857 in Köln
- Frithjof, Kantate nach Szenen aus der Frithjof-Sage von Esaias Tegnér op. 23 (1860, rev. 1864); Uraufführung am 20. November 1864 in Aachen
- Schön Ellen op. 24; Uraufführung am 22. Februar 1867 in Koblenz
- Salamis, Kriegsgesang der Griechen op. 25
- Frithjof auf seines Vaters Grabhügel op. 27
- Die Priesterin der Isis in Rom, Kantate op. 30
- Normannenzug op. 32
- Dithyrambe op. 39
- Odysseus, Oratorium op. 41 (1871/72); Uraufführung am 8. Februar 1873 in Barmen.
- Arminius, Oratorium op. 43 (1875)
- Die Glocke, Oratorium nach Das Lied von der Glocke von Friedrich Schiller, op. 45 (1872)
- Achilleus, Oratorium nach Motiven der Ilias von Heinrich Bulthaupt op. 50
- Das Feuerkreuz, Kantate op. 52
- Drei Hebräische Gesänge, WoO
- Leonidas, Oratorium op. 66
- Gustav Adolf, Oratorium op. 73
- Damanjanti, Szenen aus der indischen Dichtung Nala und Damanjanti op. 78
- Szene der Marfa aus Schillers Demetrius op. 80
- Die Macht des Gesanges op. 87
- Trauerfeier für Mignon op. 93

#### Weltliche Chorwerke ohne Solostimmen
- Vier Männerchöre mit Orchester op. 19
- Fünf Lieder op. 22
- Römische Leichenfeier op. 34
- Das Lied vom deutschen Kaiser op. 37
- Fünf Lieder op. 38
- Vier Männerchöre op. 48
- Zwei Männerchöre op. 53
- Neun Lieder op. 60
- Drei Neue Männerchöre op. 68
- Sieben Gesänge op. 71
- In der Nacht op. 72
- Herzog Moritz, Kriegslied der Magdeburger gegen Herzog Moritz von Sachsen op. 74
- Der letzte Abschied des Volkes op. 76
- Sechs Volkslieder, WoO
- Sechs Lieder op. 86
- Alternberger Hymne, WoO
- Heldenfeier op. 89
- Fünf Lieder op. 90
- Die Stimme der Mutter Erde op. 91

#### Lieder
Für eine Singstimme und Klavier, soweit nicht anders angegeben.
Angaben nach Axel Frenger: Die Lieder von Max Bruch, Johannes Gutenberg-Universität Mainz, 1991 (Magisterarbeit) und der Gesamtausgabe Max Bruch – Sämtliche Lieder (2 Bde.) hrsg. von Guido Johannes Joerg, Köln: Dohr, 2024 (Denkmäler rheinischer Musik Bd. 50 und 51).
- Lied „Für die Eltern, für die teuern“ (Carl Gollmick) (1847; Erstdruck 2024)
- Zu Oppenheim am Rhein (1854; Erstdruck 2024)
- Drei Duette für Sopran, Alt und Klavier op. 4 (1858)

Ihr lieben Lerchen, guten Tag! (Albert von Schlippenbach), Altdeutsches Winterlied (Kraft von Toggenburg/Ludwig Tieck), Der Wald (Ludwig von Wildungen)
- Sieben Gesänge op. 6 (1859)

Heft I – Vier dreistimmige Gesänge für zwei Soprane, Alt und Klavier
Glückwunsch (Heinrich Bone), Der Wald (Abraham Emanuel Fröhlich), Frühlingsmut (August Heinrich Hoffmann von Fallersleben), Nachtlied
Heft II – Drei zweistimmige Gesänge für zwei Soprane und Klavier
Im Frühling (Bone), Jesus der Morgenstern (In der Christnacht) (Angelus Silesius), Beim Pfingstreigen
- Sechs Gesänge op. 7 (1859)

Altes Lied (Emanuel Geibel), Die Zufriedenen (Ludwig Uhland), Russisch (Geibel), Schilflied „Auf geheimem Waldespfade“ (Nikolaus Lenau), Frühlingslied (Geibel), Frisch gesungen! (Adelbert von Chamisso)
- Hymnus für Alt (oder Sopran) und Klavier op. 13 (Auguste Kolter) (1859/1862)
- Vier Lieder op. 15 (1862)

Lausche, lausche! (Bone), Gott! (Bone), Im tiefen Tale (Bone), Goldne Brücken (Geibel)
- Zehn Lieder op. 17 (1863)

Heft I – Drei geistliche Lieder aus dem Spanischen, übersetzt von Paul Heyse
An die heilige Jungfrau (Quiero seguir), Der heilige Joseph singt (Camidad, esposa), An den Jesusknaben (Los ojos del Niño son)
Heft II – Vier weltliche Lieder aus dem Spanischen und Italienischen, übersetzt von Emanuel Geibel und Paul Heyse
Von den Rosen komm‘ ich (Del rosal vengo, mi madre), Carmosenella, Verlassen (Sola me dejaste), [Abschied] (Parte la nave)
Heft III – Drei Lieder von Hermann Lingg
Tannhäuser, Der junge Invalide – Volkslied, Klosterlied
- Zwölf Schottische Volkslieder (1864)

Marion (Will ye go to the ew-bughts, Marion), Johnie und Jenny (Jocky and Jeany), Marys Traum (Mary’s Dream), Der Hochzeitstag (The wedding-day), Lord Gregory (Oh open the door, Lord Gregory), O sahst du den Vater? (O saw ye my father), Der alte Rob Morris (Auld Rob Morris), Hey tutti taiti (Landlady, count the lawin), Bei den roten Rosen (The beds of sweet roses), Hochlandsknabe (Highland laddie), Ruhelos, rastlos (Here awa’, there awa’), Gib, Liebster, ein Zeichen (O whistle, an’ I‘ll come to you)
- Vier Gesänge für Bariton und Klavier op. 18 (1865)

Volkers Nachtgesang (Geibel), Der Landsknecht (Geibel), An die heilige Jungfrau (O Vírgen, que á Dios pariste) (Heyse), Provençalisches Liebeslied (Can la frej’ aura venta) (Heyse)
- Vier Lieder für Bariton und Klavier op. 33 (Joseph Victor von Scheffel) (1869/70)

Biterolf im Lager vor Akkon (1190), Altdeutscher Herbstreigen, Dein gedenk‘ ich, Margaretha, Lind duftig hält die Maiennacht
- Sieben Lieder und Gesänge op. 49 (1882), engl. Übers. von Natalia Macfarren

Heft I
Frage – Lied des Rugantino (Question) (Johann Wolfgang von Goethe), Der Einsiedler (To the night) (Joseph von Eichendorff), Ungarisch (Hungarian dirge), Serenade (Heinrich Kruse)
Heft II
Weg der Liebe – Erster Teil (Love will find out the way – First part) (Johann Gottfried Herder), Weg der Liebe – Zweiter Teil (Love will find out the way – Second part) (Herder), Kleonikes letzter Wille (Kleonike’s last request) (Kruse)
- Lied der Deutschen in Österreich (Josef Winter) (1882; Erstdruck 2024)
- Lieder und Gesänge für eine bis vier Singstimmen, Violine und Klavier op. 54 (1889/1891)

Siechentrost (Heyse) – Solace in Affliction, engl. Übers. von Mrs. John P. Morgan, d. i. Virginia Woods
Lied – Im Volkston (Folk-Song), Lied (Song), Duett (Duette), Duett (Duette), Schlussgesang (Quartett) (Finale) – Frühling im Moseltal (Spring in the Mosel Valley) – Siechentrosts Ende (Siechentrost’s death)
- Fünf Lieder für Bariton und Klavier op. 59 (1891/92)

Um Mitternacht (Eduard Mörike), Kophtisches Lied (Goethe), Zweites Kophtisches Lied (Goethe), Die Auswanderer – I. Flucht (Karl Stieler), Die Auswanderer – II. Heimatbild (Stieler)
- Das Japsenlied (Margarete Bruch) (um 1914; Erstdruck 2024)
- Fünf Lieder op. 97 (1920/21), engl. Übers. von Alice Mattullath

Mein Liebchen naht, Blumen zu pflücken (When my dear one comes) (Geibel), Durch die wolkige Maiennacht (Through the haze of the cloudy night) (Geibel), Vor dem Fenster mir (‘Neath my window ledge) (Margarete Bruch), Morgenlied (Morning Song) (Goethe), Ein Mädchen und ein Gläschen Wein (A Maiden Fair and Sparkling Wine) (Goethe) Digitalisat

### Kammermusik
- Frühlingslied für Zwei Violinen, Klavier, und Harmonium ad lib., WoO
- Septett Es-Dur für Klarinette, Horn, Fagott, 2 Violinen, Violoncello und Kontrabass, WoO (28. August 1849, Goethes 100. Geburtstag[134])
- Klaviertrio No. 1, WoO (1849, verschollen)
- Quintett für Klavier und Streicher WoO (1852, verschollen)
- Streichquartett c-Moll (1852, galt lange Zeit als verschollen, wiederentdeckt 2013, wieder-uraufgeführt 2014[135])
- Klaviertrio No. 2, WoO (c1852, verschollen)
- Klaviertrio No. 3, WoO (1855, verschollen)
- Klaviertrio c-Moll op. 5 (1858)
- Streichquartett Nr. 1 c-Moll op. 9 (1859)
- Streichquartett Nr. 2 E-Dur op. 10 (1860)
- Klavierquintett g-Moll, WoO (1881/86)
- Schwedische Tänze für Violine und Klavier op. 63 (1892) Digitalisat
- Vier Stücke für Violoncello und Klavier op. 70 (1896)
- Ach bleib mit deiner Gnade, Choral für Blechbläser, WoO (1897)
- Lieder und Tänze über russische und schwedische Melodien für Violine und Klavier op. 79 (1903)
- Acht Stücke für Klarinette, Bratsche und Klavier oder Violine, Violoncelle und Klavier op. 83 (1910)
- Streichquintett Nr. 1 a-Moll, WoO (1918)
- Streichquintett Nr. 2 Es-Dur, WoO (1918)
- Streichoktett B-Dur, WoO (1920)

### Klaviermusik
- Romanze, WoO
- Capriccio in fis-Moll für Klavier zu Vier Händen op. 2
- Fantasia in d-Moll op. 11
- Sechs Klavierstücke op. 12
- Zwei Klavierstücke op. 14
- Mindener Fantasie, WoO
- Neujahrslied aus op. 22 Digitalisat
- Nordisches Maienfest op. 22 Digitalisat
- Schwedische Tänze op. 63, arrangiert für Klavier zu 2 Händen Digitalisat
- Schwedische Tänze op. 63, arrangiert für Klavier zu 4 Händen

### Orgelwerke
- Kleines Präludium, WoO

### Verschiedenes
- Lieder, WoO (1851)
- Am Rhein, WoO
- Dramatischen Szenen aus Scheffels Ekkehard, WoO
- Durch Nacht zum Licht, WoO
- Geistlich gesinnt sein, WoO
- Gesänge bei der Trauung Else Tuczek und Franz von Ankert am 24. März 1897
- Hymne, WoO
- Hymne an das Vaterland, WoO
- Kaiser Wilhelm-Lied, WoO
- Wächterlied in der Neujahrsnacht, WoO
- Militärmärsche, WoO
- Venezianische Serenade, WoO
- Wächterlied in der Neujahrsnacht, WoO
- Zum 31. August 1900, WoO

## Dokumente
- Briefe von Max Bruch befinden sich im Bestand des Leipziger Musikverlages C. F. Peters im Staatsarchiv Leipzig.
- Durch die langjährige Freundschaft mit der Familie Zanders befindet sich ein umfangreiches Autographen-, Noten- und Briefearchiv in der Stiftung Zanders, Bergisch Gladbach.[136]
- Der gesamte Nachlass Bruchs mit zahlreichen Autographen, persönlichen Gegenständen sowie Briefen von und an den Komponisten befindet sich im Max Bruch-Archiv am Musikwissenschaftlichen Institut der Universität zu Köln.